# Целебесская шпорцевая кукушка
Целебесская шпорцевая кукушка (лат. Centropus violaceus) — вид птиц семейства кукушковых (Cuculidae). Выделяют два подвида. Распространены на острове Сулавеси и близлежащих островах.

## Описание
Целебесская шпорцевая кукушка — птица среднего размера, длиной от 42 до 51 см. У взрослых особей номинативного подвида верхняя часть головы сероватая. Остальная часть головы и мантия однотонного бежево-серого цвета с рыжевато-коричневыми стержнями перьев. Верхняя часть тела и крылья красновато-коричневые с лёгким пурпурным блеском. Нижняя сторона тела серовато-жёлто-коричневая, брюхо и нижняя часть хвоста светло-красновато-коричневые. Ступенчатый хвост красновато-коричневого цвета с пурпурным отливом. Клюв чёрный с рогово-коричневым или желтовато-белым кончиком. Молодые особи похожи на взрослых птиц. Окраска оперения у них светлее, верхняя часть головы менее серая, а хвостовые перья уже. Радужная оболочка у взрослых птиц красная, у молодых птиц — серая. У молодых птиц подклювье и кончик надклювья светлые. Подвид C. c. rufescens более рыжеватый и часто имеет чёрные усики.

## Биология
Целебесская шпорцевая кукушка обитает во влажных равнинных и горных тропических лесах, на опушках леса и в кустарниковых зарослях. Встречается на высоте до 1100 м над уровнем моря, ведёт преимущественно наземный образ жизни, но часто добывает пищу в подлеске и на деревьях. Питается насекомыми и другими беспозвоночными, а также плодами, в частности мускатными орехами.
Биология размножения практически не изучена. Моногамный вид. Гнездо напоминает голубиное, представляет собой неглубокую открытую чашу; сооружается из веток и размещается на кустарниках или деревьях.

## Подвиды и распространение
Выделяют два подвида:
- C. c. celebensis Quoy & Gaimard, 1832 — север Сулавеси и остров Тогиан
- C. c. rufescens (Meyer & Wiglesworth, 1896) — центр, юг и восток Сулавеси, острова Бутунг и Муна